# روث رويس
روث رويس (بالإنجليزية: Ruth Royce)‏ هي ممثلة أمريكية، ولدت في 6 فبراير 1893 في فرسايليس في الولايات المتحدة، وتوفيت في 7 مايو 1971 في لوس أنجلوس في الولايات المتحدة.

## وصلات خارجية
- روث رويس على موقع IMDb (الإنجليزية)
- روث رويس على موقع أول موفي (الإنجليزية)
- روث رويس على موقع قاعدة بيانات الأفلام السويدية (السويدية)
- روث رويس على موقع قاعدة بيانات الفيلم (الإنجليزية)
- روث رويس على موقع كينوبويسك (الروسية)